# Let Us Burn - Elements & Hydra Live In Concert
Let Us Burn – Elements & Hydra Live in Concert (o simplemente Let Us Burn) es un álbum en vivo de la banda neerlandesa de rock/metal sinfónico Within Temptation. El cual se publicó en noviembre de 2014 y está disponible en DVD de 2 discos, CD de 2 discos, Blu-ray de 2 discos y álbum digital. El álbum en vivo presenta dos actuaciones, siendo la primera la mayor parte del concierto del 15º aniversario de la banda en el Sportpaleis, titulada Elements, y la segunda la actuación de la banda en el Heineken Music Hall durante el Hydra World Tour.

## Canciones
Todas las canciones escritas y compuestas por Sharon den Adel y Robert Westerholt excepto las mencionadas. 
| Elements Concierto |                                                                    |          |  |
| N.º                | Título                                                             | Duración |  |
| 1.                 | «Intro»                                                            |          |  |
| 2.                 | «Iron»                                                             | 5:44     |  |
| 3.                 | «In the Middle of the Night» (letra: den Adel, Westerholt, Gibson) | 5:11     |  |
| 4.                 | «Faster» (letra: den Adel, Westerholt, Gibson)                     | 4:25     |  |
| 5.                 | «Fire and Ice»                                                     | 3:54     |  |
| 6.                 | «Our Solemn Hour»                                                  | 5:16     |  |
| 7.                 | «Stand My Ground»                                                  | 4:28     |  |
| 8.                 | «Angels»                                                           | 4:12     |  |
| 9.                 | «Sanctuary» (Intro)                                                | 2:01     |  |
| 10.                | «The Last Dance» (letra: Spierenburg, Westerholt, den Adel)        | 4:30     |  |
| 11.                | «Say My Name»                                                      | 4:06     |  |
| 12.                | «Candles» (featuring George Oosthoek)                              | 7:03     |  |
| 13.                | «Sinéad» (letra: den Adel, Westerholt, Gibson, Spierenburg)        | 4:20     |  |
| 14.                | «The Promise»                                                      | 8:10     |  |
| 15.                | «Mother Earth»                                                     | 5:33     |  |
| 16.                | «Ice Queen»                                                        | 4:54     |  |
| 17.                | «Stairway to the Skies»                                            | 6:21     |  |

Toda la música compuesta por yes. 
| Hydra Concierto |                                                                                        |          |  |
| N.º             | Título                                                                                 | Duración |  |
| 1.              | «Intro»                                                                                |          |  |
| 2.              | «Let Us Burn» (lyrics: den Adel, Westerholt, Daniel Gibson)                            | 5:24     |  |
| 3.              | «Paradise (What About Us?)» (featuring Tarja en pantalla)                              | 5:23     |  |
| 4.              | «Faster» (letra: den Adel, Westerholt, Gibson)                                         | 4:22     |  |
| 5.              | «Iron»                                                                                 | 5:37     |  |
| 6.              | «Edge of the World»                                                                    | 4:59     |  |
| 7.              | «In the Middle of the Night» (letra: den Adel, Westerholt, Gibson)                     | 5:14     |  |
| 8.              | «Dangerous» (featuring Howard Jones en pantalla)                                       | 4:51     |  |
| 9.              | «And We Run» (featuring Xzibit en pantalla; letra: den Adel, Westerholt, Alvin Joiner) | 3:56     |  |
| 10.             | «Stand My Ground»                                                                      | 5:18     |  |
| 11.             | «Covered by Roses»                                                                     | 5:12     |  |
| 12.             | «Mother Earth»                                                                         | 5:50     |  |
| 13.             | «What Have You Done» (featuring Keith Caputo en pantalla)                              | 5:02     |  |
| 14.             | «Silver Moonlight» (featuring Robert Westerholt)                                       | 5:42     |  |
| 15.             | «Whole World Is Watching» (acústico; letra: den Adel, Westerholt, Gibson)              | 3:02     |  |
| 16.             | «Sinéad» (acoustic; letra: den Adel, Westerholt, Gibson, Spierenburg)                  | 3:21     |  |
| 17.             | «Ice Queen»                                                                            | 5:05     |  |

## Miembros
- Sharon den Adel – voz
- Ruud Jolie – guitarra
- Stefan Helleblad – guitarra rítmica
- Martijn Spierenburg – teclados
- Jeroen van Veen – bajo
- Mike Coolen – Batería

### Invitados
- George Oosthoek – voz gutural en "Candles" (Elements)
- Robert Westerholt – guitarras en Elements y voz gutural en "Silver Moonlight" (Hydra)
- Martijn Westerholt – teclados en "Candles" (Elements)
- Michiel Papenhove – guitarras en "Candles" (Elements)
- Koen van den Broek – percusión en "The Last Dance" (Elements)
- Milangelo Martis – percussion en "The Last Dance" (Elements)
- Il Novecento Orchestra
- Fine Fleur Choir

## Lista de posiciones

### Álbum
| Álbum (2014)                                       | Pico de posición |
| -------------------------------------------------- | ---------------- |
| Austria (Ö3 Austria)                               | 75               |
| Bélgica (Ultratop flamenca)                        | 34               |
| Bélgica (Ultratop valona)                          | 52               |
| Países Bajos (Album Top 100)                       | 5                |
| Francia (SNEP)                                     | 66               |
| Alemania (Offizielle Top 100)                      | 26               |
| Estados Unidos US Top Hard Rock Albums (Billboard) | 20               |

### DVD
| DVD (2014)                                | Pico de posición |
| ----------------------------------------- | ---------------- |
| Suecia DVD (Sverigetopplistan)            | 3                |
| Suiza DVD (Schweizer Hitparade)           | 2                |
| Reino Unido DVD (Official Charts Company) | 2                |